# Biatlo nos Jogos Paralímpicos de Inverno de 2014 - 10 km feminino
A disputa dos 6 km feminino do biatlo nos Jogos Paralímpicos de Inverno de 2014 foi disputada no Centro de Esqui Cross-Country e Biatlo Laura, na Clareira Vermelha, em 11 de março de 2014.

## Medalhistas
| Medalha | Atletas sentados        | Atletas em pé           | Deficientes visuais                            |
| ------- | ----------------------- | ----------------------- | ---------------------------------------------- |
| Ouro    | GER Anja Wicker         | RUS Alena Kaufman       | RUS Mikhalina Lysova / Alexey Ivanov (guia)    |
| Prata   | RUS Svetlana Konovalova | UKR Oleksandra Kononova | RUS Iuliia Budaleeva / Tatiana Maltseva (guia) |
| Bronze  | UKR Lyudymyla Pavlenko  | RUS Natalia Bratiuk     | UKR Oksana Shyshkova / Lada Nesterenko (guia)  |

## Resultados

### Atletas sentadas
| Pos.              | Bib | Atleta                   | Penalidades | Tempo real | Tempo calculado | Diferença |
| ----------------- | --- | ------------------------ | ----------- | ---------- | --------------- | --------- |
| Medalha de ouro   | 104 | GER Anja Wicker          | 0+0+0+0     | 36:33.8    | 32:54.4         | —         |
| Medalha de prata  | 110 | RUS Svetlana Konovalova  | 0+0+1+1     | 33:36.7    | 33:36.7         | +42.3     |
| Medalha de bronze | 105 | UKR Lyudymyla Pavlenko   | 0+0+2+0     | 36:34.3    | 34:22.6         | +1:28.2   |
| 4                 | 107 | UKR Olena Iurkovska      | 2+1+0+0     | 34:49.2    | 34:49.2         | +1:54.8   |
| 5                 | 103 | RUS Akzhana Abdikarimova | 0+0+0+0     | 39:06.0    | 35:11.4         | +2:17.0   |
| 6                 | 106 | RUS Marta Zaynullina     | 0+0+2+2     | 36:22.4    | 36:22.4         | +3:28.0   |
| 7                 | 102 | BLR Lidziya Hrafeyeva    | 0+3+0+1     | 36:56.5    | 36:56.5         | +4:02.1   |
| 8                 | 101 | USA Oksana Masters       | 2+2+3+2     | 40:22.8    | 40:22.8         | +7:28.4   |
|                   | 109 | RUS Maria Iovleva        | 1+1+2+1     | 36:38.0    | DSQ             | DSQ       |
|                   | 108 | GER Andrea Eskau         | 0+1+4       | DNF        | DNF             | DNF       |

### Atletas em pé
| Pos.              | Bib | Atleta                  | Penalidades | Tempo real | Tempo calculado | Diferença |
| ----------------- | --- | ----------------------- | ----------- | ---------- | --------------- | --------- |
| Medalha de ouro   | 133 | RUS Alena Kaufman       | 1+0+0+0     | 30:52.7    | 29:57.1         | —         |
| Medalha de prata  | 131 | UKR Oleksandra Kononova | 0+0+1+0     | 31:30.4    | 30:33.7         | +36.6     |
| Medalha de bronze | 125 | RUS Natalia Bratiuk     | 0+0+0+1     | 31:55.0    | 30:57.6         | +1:00.5   |
| 4                 | 124 | UKR Liudmyla Liashenko  | 0+0+0+0     | 31:59.2    | 31:01.6         | +1:04.5   |
| 5                 | 126 | UKR Iuliia Batenkova    | 0+0+1+1     | 33:23.9    | 32:03.7         | +2:06.6   |
| 6                 | 132 | RUS Anna Milenina       | 2+0+1+1     | 33:13.6    | 32:13.8         | +2:16.7   |
| 7                 | 128 | UKR Iryna Bui           | 0+0+0+0     | 33:48.3    | 32:47.5         | +2:50.4   |
| 8                 | 129 | FIN Maija Jarvela       | 1+0+1+0     | 34:22.3    | 33:20.4         | +3:23.3   |
| 9                 | 127 | JPN Momoko Dekijima     | 0+1+1+1     | 34:44.5    | 33:21.1         | +3:24.0   |
| 10                | 122 | ITA Pamela Novaglio     | 0+0+0+1     | 36:24.6    | 34:57.2         | +5:00.1   |
| 11                | 121 | CAN Caroline Bisson     | 2+0+1+0     | 41:33.6    | 39:53.9         | +9:56.8   |
|                   | 123 | BLR Larysa Varona       | 1+0+2       | DNF        | DNF             | DNF       |
|                   | 130 | JPN Shoko Ota           | DNF         | DNF        | DNF             | DNF       |

### Deficientes visuais
| Pos.              | Bib | Atleta                                  | País        | Penalidades | Tempo real | Tempo calculado | Diferença |
| ----------------- | --- | --------------------------------------- | ----------- | ----------- | ---------- | --------------- | --------- |
| Medalha de ouro   | 144 | Mikhalina Lysova Guia: Alexey Ivanov    | RUS Rússia  | 0+1+0+1     | 30:48.5    | 30:11.5         | —         |
| Medalha de prata  | 143 | Iuliia Budaleeva Guia: Tatiana Maltseva | RUS Rússia  | 1+0+0+0     | 31:16.4    | 30:38.9         | +27.4     |
| Medalha de bronze | 142 | Oksana Shyshkova Guia: Lada Nesterenko  | UKR Ucrânia | 1+2+0+1     | 35:44.3    | 35:01.4         | +4:49.9   |
| 4                 | 141 | Olga Prylutska Guia: Volodymyr Mogylnyi | UKR Ucrânia | 0+2+2+2     | 44:01.6    | 44:01.6         | +13:50.1  |

Legenda
| Recorde mundial      | Recorde mundial (World record)               |                       | Recorde africano                      | Recorde africano (African) |                                           | Q | Classificado por posição (Qualified) |
| Recorde olímpico     | Recorde olímpico (Olympic record)            | Recorde da América    | Recorde da América (Americas)         | q                          | Classificado por melhor tempo (Qualified) |   |                                      |
| Melhor marca do ano  | Melhor marca do ano (World leading)          | Recorde asiático      | Recorde asiático (Asian)              | DNS                        | Não largou (Did not start)                |   |                                      |
| Recorde nacional     | Recorde nacional (National record)           | Recorde europeu       | Recorde europeu (European)            | DNF                        | Não terminou (Did not finish)             |   |                                      |
| Recorde pessoal      | Recorde pessoal do atleta (Personal best)    | Recorde da Oceania    | Recorde da Oceania (Oceania)          | DSQ / DQ                   | Desclassificado (Disqualified)            |   |                                      |
| Recorde da temporada | Recorde da temporada do atleta (Season best) | Recorde sul-americano | Recorde sul-americano (South America) | NM                         | Sem marca (No mark)                       |   |                                      |